# Clímaco Jacinto Zarauz Carrillo
Clímaco Jacinto Zarauz Carrillo (Ibarra, 24 de febrero de 1926 – Ibarra, 21 de julio de 2017) fue un sacerdote y obispo católico ecuatoriano, que desempeñó como 3° Obispo de Azogues, entre 1990 y 2004.

## Biografía

### Primeros años y sacerdocio
Clímaco Jacinto nació el 24 de febrero de 1926, en Ibarra, capital de la Provincia de Imbabura, Ecuador.
Fue ordenado sacerdote el 25 de junio de 1950.
Colaboró con la sede en Azogues de la Universidad Católica de Cuenca, además participó en la construcción de varias unidades educativas de la provincia de Cañar, junto a las religiosas oblatas de los Santísimos Corazones de Jesús y María.

## Episcopado

### Obispo de Azogues

#### Ordenación Episcopal
Fue ordenado como el III Obispo de Azogues, el 20 de abril de 1990, por el enviado del Santo papa Juan Pablo II, el Arzobispo de Cuenca, Luis Alberto Luna Tobar.

### Fallecimiento
Falleció el 21 de julio de 2017, en un hogar de retiro de su ciudad natal Ibarra, a los 91 años de edad; debido a su avanzada edad.